# Flagge Bulgariens
Die Flagge Bulgariens besteht aus drei gleich großen, horizontalen Streifen: oben weiß, in der Mitte grün und unten rot.
Diese Farben stehen für Freiheit und Frieden (weiß), die Fruchtbarkeit und Natur Bulgariens (grün) sowie für das Blut, das beim Kampf für die Freiheit vergossen wurde (rot). Die Flagge wurde erstmals am 16. April 1879 eingeführt. 1947 wurde das sozialistische Wappen in der linken oberen Ecke eingefügt. Ihre ursprüngliche Form erhielt sie am 27. November 1990 im Zuge der Demokratisierung zurück.

## Farben
| System                      | Rot       | Grün       | Weiß        |
| --------------------------- | --------- | ---------- | ----------- |
| RGB                         | 238-44-44 | 60-179-113 | 255-255-255 |
| Hexadezimale Farbdefinition | #EE2C2C   | #3CB371    | #FFFFFF     |

## Geschichte
Nach heutiger Erkenntnis benutzten die Protobulgaren einen abgeschnittenen Pferdeschwanz als Fahne. Nach der Christianisierung begann man im Ersten Bulgarischen Reich Fahnen zu benutzen, die denen im Byzantinischen Reich ähnlich waren. Es gibt keine genauen Angaben über die Fahnen im Zweiten Bulgarischen Reich.
Die erste Flagge mit den Farben grün, weiß und rot (horizontale Trikolore in dieser Reihenfolge) wird erstmals 1861/1862 von der durch Georgi Rakowski gegründeten Bulgarischen Legion in der serbischen Stadt Belgrad benutzt. Die erste Flagge mit der heutigen Anordnung der Farben wurde in der rumänischen Stadt Brăila für die bulgarischen Freiwilligen im Russisch-Türkischen Krieg genäht.
Nach der Befreiung von der osmanischen Fremdherrschaft wurden in der ersten Verfassung vom 16. April 1879 die Farben und deren Anordnung in der heutigen Flagge festgelegt. 1947 wurde in der linken oberen Ecke im weißen Feld das Wappen der Volksrepublik Bulgarien eingefügt. In den folgenden Jahren wurde das Wappen mehrmals modifiziert. Am 27. November 1990 wurde dieses wieder entfernt; mit der vierten Verfassung wurde die Flagge in der ursprünglichen Version wiederhergestellt.

Flagge des Fürstentums und des Königreichs Bulgarien (bis 1946)
Fürstliche und Königliche Standarte (bis 1946)
Flagge der Volksrepublik Bulgarien (1947–1948)
Flagge der Volksrepublik Bulgarien (1948–1967)
Flagge der Volksrepublik Bulgarien (1967–1971)
Flagge der Volksrepublik Bulgarien (1971–1990)
Flagge der Bulgarischen Volksarmee (bis 1990)

## Weitere Flaggen

Kriegsflagge der Landstreitkräfte
Kokarde der Luftstreitkräfte
Kriegsflagge der Seestreitkräfte